# Pratt & Whitney Canada PW100
Pratt & Whitney Canada PW100 — сімейство авіаційних турбогвинтових двигунів потужністю від 1800 до 5000 кінських сил (від 1300 до 3700 кВт), вироблених Pratt & Whitney Canada. Pratt & Whitney Canada домінує на ринку турбогвинтових двигунів з 89% встановленої бази турбогвинтових регіональних авіалайнерів у 2016 році, провідні GE Aerospace і Allison Engine Company.

## Розробка

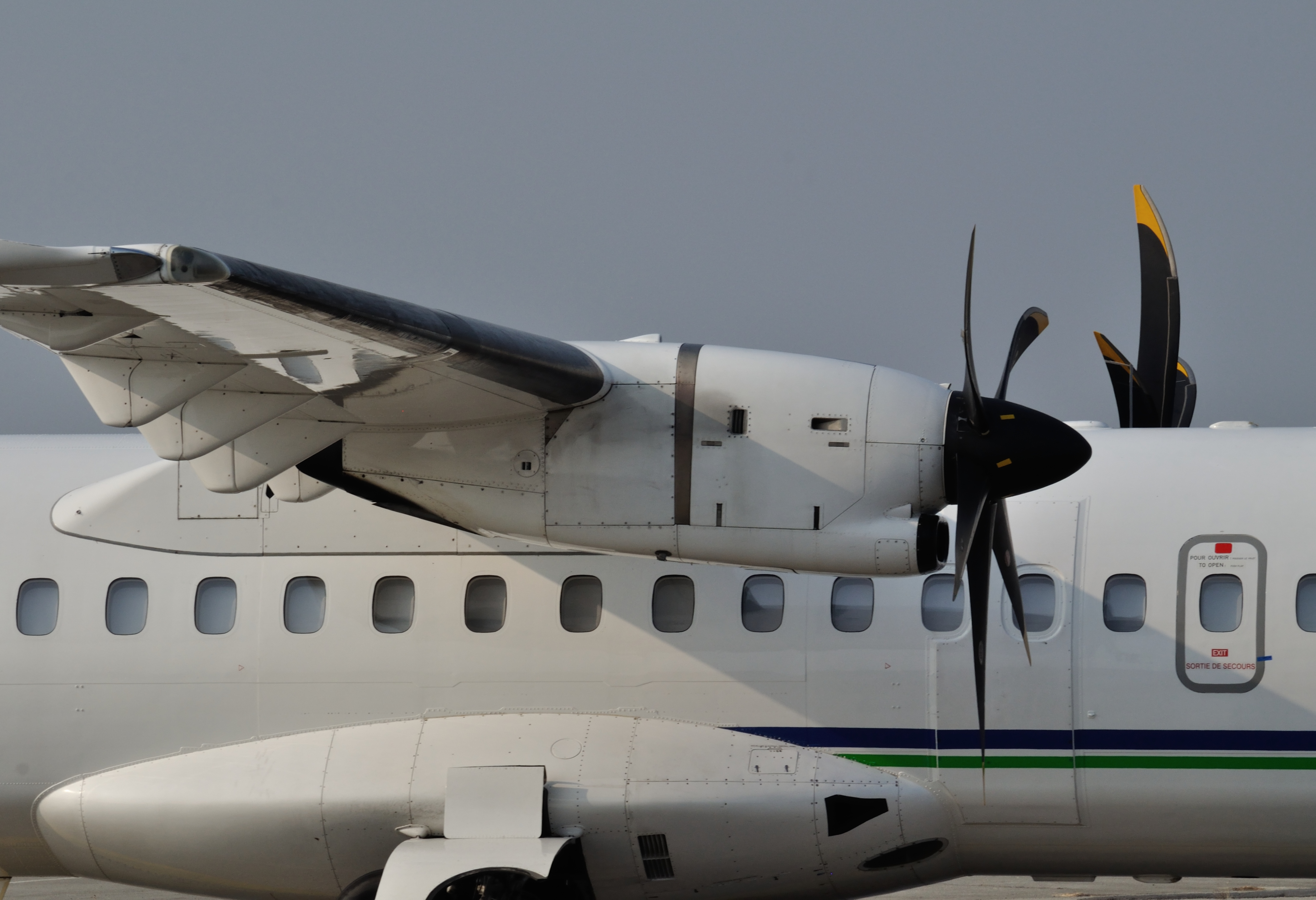
PW127E встановлено на ATR 72-500

Двигун вперше був представлений як демонстратор технологій у 1977 році. PW100 був вперше випробуваний у березні 1981 року, здійснив свій перший політ у лютому 1982 року на випробувальному літаку Vickers Viscount, а потім надійшов на озброєння у грудні 1984 року на регіональному авіалайнері Dash 8 для NorOntair.